# Alebroides montanus
Alebroides montanus är en insektsart som beskrevs av Sohi och Irena Dworakowska 1979. Alebroides montanus ingår i släktet Alebroides och familjen dvärgstritar. Inga underarter finns listade i Catalogue of Life.